# 사라 (1984년)
사라(본명: 강세화, 1984년 9월 28일 ~)는 중화인민공화국에서 활동하는 한국인 가수로, 2003년 최초의 한중 합작 여성 그룹 더 칼라(The Color)로 데뷔했다. 2006년 중국에서 솔로로 다시 데뷔했으며 현지에서는 섹시천사(媚眼天使)라는 별명으로 불리고 있다.

## 음반

### 정규 앨범
- 명운(命運)(국어/한국어) (2006년)
- I'm Sara(국어/한국어) (2008년)

### 미니 앨범
- 조여밀주(潮女密咒)(국어/한국어) (2010년)
- 배배, 애과(拜拜. 爱过) (국어) (2011년)

### 싱글 및 참여곡
- 월광상애니(月光下想你)(국어) (2012년)
- 니환애아마(你還愛我嗎)(국어) (2013년)
- 상성(傷城)(국어) (2013년)
- 무법각천적애(無法擱淺的愛)(국어) (2013년)
- 구시광(舊時光)(국어) (2014년) - 중국 애니메이션 "God Like(超神學院)" 시즌2 삽입곡
- 제이차인생(第二次人生)(국어) (2014년) - 중국 드라마 "두번째 인생(第二次人生)" 오프닝곡
- 소소적실락(微小的失落)(국어) (2015년) - 중국 드라마 "나는 여신이다(我是女神)" 삽입곡